# Hwang Ye-ji
 (juin 2021).
Si vous disposez d'ouvrages ou d'articles de référence ou si vous connaissez des sites web de qualité traitant du thème abordé ici, merci de compléter l'article en donnant les références utiles à sa vérifiabilité et en les liant à la section « Notes et références ».
Pour les articles homonymes, voir Yeji.
Dans ce nom coréen, le nom de famille, Hwang, précède le nom personnel.
Hwang Ye-ji (hangeul : 황예지), couramment appelée par le mononyme Yeji (hangeul : 예지), née le 26 mai 2000 à Séoul en Corée du Sud est une chanteuse et danseuse sud-coréenne,. Elle est principalement connue pour faire partie du girl group Itzy formé par JYP Entertainment.

## Biographie
Hwang Ye-ji naît le 26 mai 2000 à Séoul en Corée du Sud. Elle grandit cependant dans la ville de Jeonju où elle y fera toute sa scolarité jusqu'au lycée.

### Pré-débuts (2015 à 2018)
En 2015, Yeji fait une apparition dans l'épisode huit de la série Twenty Again de tvN. Au début de l'année 2016, Yeji auditionne pour JYP Entertainment et réussit à être sélectionné pour intégrer l'agence.
En 2017, Yeji apparaît brièvement dans l'émission Stray Kids aux côtés de ses futures collègues Ryujin, Chaeryeong, et Yuna. L'année suivante, en 2018, Yeji participe à l'émission de compétition The Fan de SBS. Elle y fera une apparition remarquée et sera qualifiée comme « arme secrète de la JYP » par Lee Jun-ho du groupe 2PM. Elle sera cependant éliminée au cinquième épisode.

### Débuts avec Itzy (depuis 2019)
Le 21 janvier 2019, Yeji est révélé comme membre du nouveau girl group Itzy formé par JYP Entertainment. Elle fait ses débuts avec le groupe le 12 février avec la sortie de leur premier single Dalla Dalla. Au sein du groupe, elle occupe la position de leader, danseuse principale et rappeuse secondaire.
En décembre 2023, Yeji dévoile sa première chanson en solo intitulée Crown On My Head. Celle-ci est incluse dans Born To Be, le second album studio d'Itzy.
En février 2025, Yeji fait officiellement ses débuts en solo avec la sortie de son premier mini-album intitulé Air.

## Discographie

### Mini-album (EP)
| Titre | Détails | Classement | Ventes                |
| Titre | Détails | COR        | Ventes                |
| ----- | --- | ---------- | --------------------- |
| Air   | - Date de sortie : 10 mars 2025 - Labels : JYP Entertainment, Republic Records - Formats : CD, téléchargement numérique, streaming | 3          | COR : plus de 317 000 |

### Singles
| Année                                                            | Titre | Meilleures positions | Meilleures positions | Album |
| Année                                                            | Titre | COR                  | USA World            | Album |
| ---------------------------------------------------------------- | ----- | -------------------- | -------------------- | ----- |
| 2025                                                             | Air   | 102                  | 9                    | Air   |
| "—" signifie que le titre ne s'est pas classé dans cette région. |       |                      |                      |       |

### Autres chansons
| Année                                                            | Titre                                                  | Meilleures positions | Album               |
| Année                                                            | Titre                                                  | COR                  | Album               |
| ---------------------------------------------------------------- | ------------------------------------------------------ | -------------------- | ------------------- |
| 2022                                                             | Break My Heart Myself (Bebe Rexha feat. Yeji & Ryujin) | —                    | Hors album          |
| 2024                                                             | Crown on My Head (Yeji Solo)                           | —                    | Born To Be          |
| 2024                                                             | Think About You                                        | —                    | Love Your Enemy OST |
| "—" signifie que le titre ne s'est pas classé dans cette région. |                                                        |                      |                     |

## Vidéographie

### Séries télévisées
| Année | Titre        | Note(s) |
| ----- | ------------ | ------- |
| 2015  | Twenty Again | Caméo   |